# جن ميزوكوشي
جن ميزوكوشي (باليابانية: 水越 潤) (15 يناير 1975 في نارا في اليابان – )؛ هو لاعب كرة قدم ياباني سابق كان يلعب كلاعب وسط.

## وصلات خارجية
- جن ميزوكوشي على موقع رابطة كرة القدم اليابانية للمحترفين (اليابانية)